# Stina Segerström

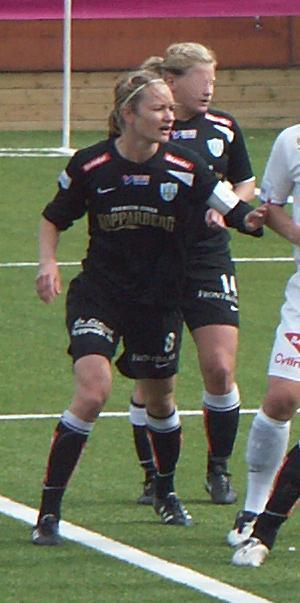

Stina Segerström, född 17 juni 1982, uppvuxen i Vintrosa och Örebro, är en svensk fotbollsspelare (back) och ledare.
Stina Segerström debuterade i A-landslaget 7 februari 2006 i en match mot England. Hon spelade mellan 2009 och 2013 för Kopparbergs/Göteborg FC och var där lagkapten. 2015 tränade hon Kungsbacka DFF i Elitettan tillsammans med Johanna Almgren. Stina Segerström blev spelande tränare för Hönö/Björkö Dam 2017 med ett treårskontrakt. Innan dess var hon med i ledarstaben för F17-landslaget.
Segerström fick priset för årets genombrott på fotbollsgalan 2006, har spelat 57 landskamper och i fyra stora mästerskap; EM 2009 och 2013, VM 2007 och vid de olympiska sommarspelen 2008.

## Klubbar

### Spelare
- Örebro SK (moderklubb)
- KIF Örebro (2000-2008)
- Kopparbergs/Göteborg FC (2009-2013)[5]

### Tränare/ledare
- Kungsbacka DFF  (2015), spelande assisterande tränare[6]
- F17-landslaget (2016 - 2017), ledare[7]
- Hönö/Björkö Dam (2017- ), spelande tränare[4]

## Meriter
- 57 A-landskamper[8]
- 14 U21-landskamper
- 209 matcher i Damallsvenskan[9]